# レカ (駆逐艦)
レカ (SMS Reka) はオーストリア＝ハンガリー帝国海軍の駆逐艦。フサール級。艦名はゴリツィアの東を流れる川からとられている。

## 艦歴
1908年8月13日起工。1909年4月28日進水。同年12月31日竣工。
第一次バルカン戦争時はBojana川河口の封鎖に従事している。

### 第一次世界大戦
1915年5月初め、巡洋艦「ノファラ」によるドイツ潜水艦「UB8」のプーラからコトル湾への曳航の際、それを護衛した。
5月23日、イタリアはオーストリア＝ハンガリー帝国に宣戦布告。同日、オーストリア＝ハンガリー帝国海軍の戦艦などは出撃し、アンコーナなどの攻撃へと向かった。「レカ」はテゲトフ級戦艦などからなりアンコーナ攻撃を行ったAグループの1隻であった。
6月17から18日夜、装甲巡洋艦「ザンクト・ゲオルク」などがリミニとペーザロを攻撃。巡洋艦「サイダ」、「ヘルゴラント」と駆逐艦「レカ」、「ヴェレビト」、「ディナラ」、水雷艇5隻はそれを掩護し、またイタリア汽船「Grazia」を沈めた。
1916年2月26日、「レカ」はVeruda Coveに入る際に強風で岩礁へ流され、左舷のスクリューを損傷。プーラで5月23日まで修理が行われた。
5月24日、「レカ」など駆逐艦4隻、水雷艇6隻が水上機支援のため出撃中、そのうちの一隻である水雷艇「75T」がイタリアの水雷艇と交戦した。
12月13-14日、ドイツ潜水艦「UC20」をĐenovićiからプーラまで護衛。
12月22日、「レカ」と駆逐艦「シャルフシュツェ」、「ヴェレビト」、「ディナラ」はオトラント堰攻撃に向かった。しかし、ドリフター1隻を損傷させたところでフランス駆逐艦が現れた。フランス駆逐艦はターラントへ向かっていた「Casque」、「Protet」、「Commandant Rivière」、「Commandant Bory」、「Dehorter」、「Boutefeu」で、「Casque」はオーストリア＝ハンガリー帝国の駆逐艦を追跡したが、他は「Commandant Rivière」以外は追従できなかった。続いて起こった戦闘でオーストリア＝ハンガリー帝国側は「ヴェレビト」以外が損傷し、フランス側も「Casque」と「Commandant Rivière」が損傷した。「レカ」は2度被弾したが、被害は軽微なものであった。
1917年4月、駆逐艦「ウスコケ」、「シュトライター」、「Warasdiner」と共にオトラント海峡へ出撃するが、「レカ」はボイラーの不調のため引き返した。
5月10日、「レカ」はバールで汽船「Senj」の火災の消火を手伝った。
11月28日、「レカ」と駆逐艦「ディナラ」、「シュトライター」、「トリグラフ」、「フサール」や水雷艇はセニガッリア・リミニ間の鉄道を攻撃した。
1918年5月、「レカ」と駆逐艦「フサール」、「トゥルル」、「パンドゥール」はコマンド部隊を上陸させてMutignano・シルヴィ間の鉄道橋を破壊する作戦に従事。5月9日に「フサール」から部隊が上陸したが、敵の攻撃を受けて撤退した。
戦後は1020年にフランスに引き渡され、解体された。

## 要目（1913年以降）
- 長さ：68.38m
- 幅：6.25m
- 満載排水量：414トン
- 速力：28.4ノット
- 兵装：45口径7cm砲1、30口径7cm砲5、45cm魚雷発射管2

出典